# Notoxus lusakaensis
Notoxus lusakaensis là một loài bọ cánh cứng trong họ Anthicidae. Loài này được Chandler & Uhmann miêu tả khoa học năm 1984.